# Rio Briati

Le rio Briati est un canal de Venise dans le sestiere de Dorsoduro.

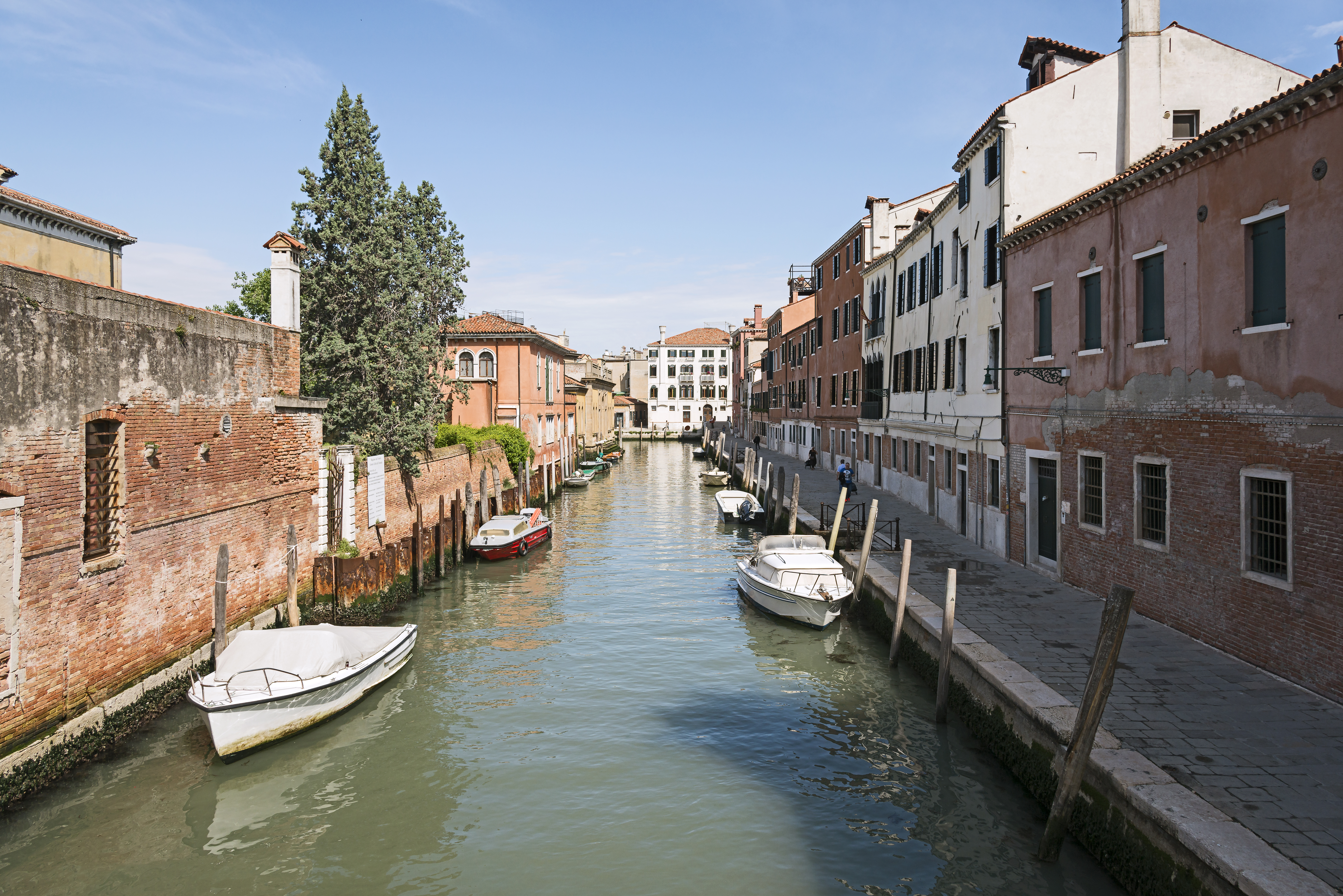
Le Rio vu du pont Briati

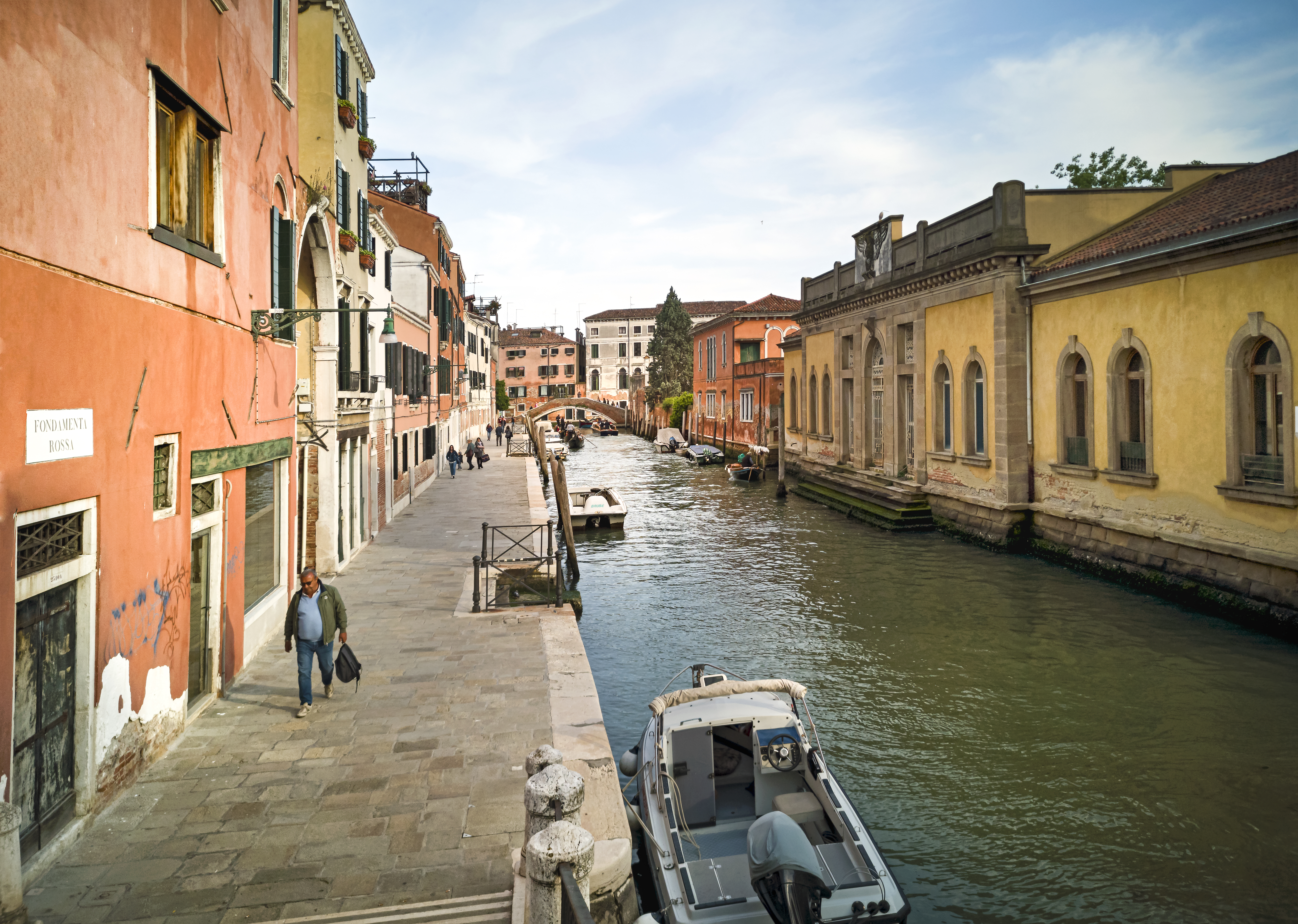
Le Rio vu du pont Rosso

## Description
Le rio Briati a une longueur d'environ 100 mètres. Il raccorde le Rio del Tentor vers le sud-est au rio dei Carmini.

Palais sur Rio Briati.

## Toponymie

### Giuseppe Briati

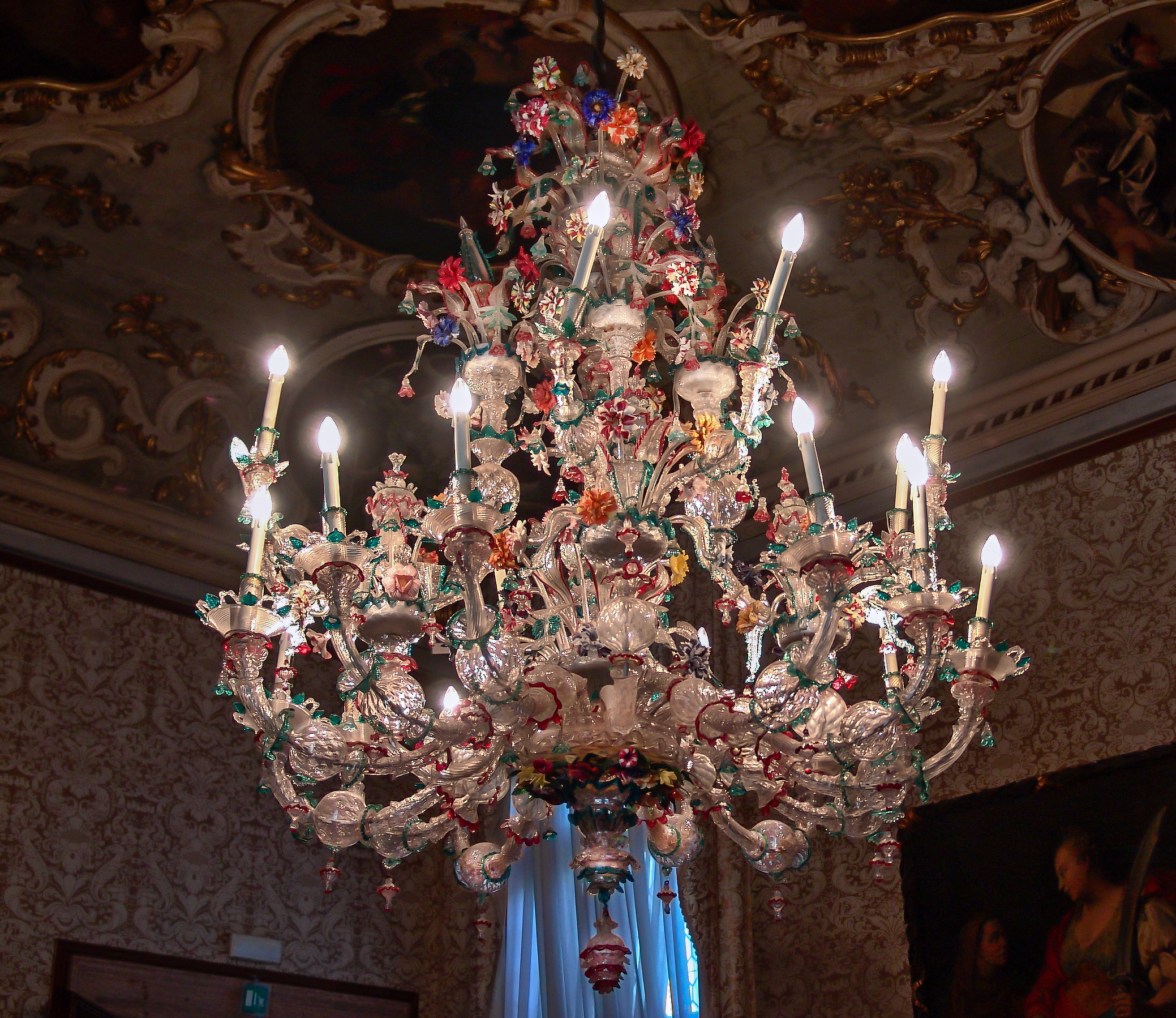
Lustre de Giuseppe Briati à la Ca' Rezzonico

Giuseppe Lorenzo Briati fut un patron de fours à Murano, né vers 1685, mort le 18 janvier 1772.
Il est peut-être le vitrier le plus célèbre du XVIIIe siècle. Au début de son activité, Giuseppe produisit dans sa fonderie les prétendus soffiati. Il fut Gastaldo des vitriers en 1724. Quelques biographes affirment qu'il aurait arraché les secrets du verre potassique de Bohême pendant un voyage qu'il aurait accompli en 1730 sous fausse identité. 

Silvano Tagliapietra, historien muranais, soutenait par contre que ce voyage n'eut jamais lieu. Selon lui, Briati aurait plutôt été en prison pour dettes. Quoi qu'il en soit, Iseppo obtint du Conseil des Dix la permission de travailler en exclusivité le verre à la façon des habitants de la Bohême, parmi d'autres privilèges et prérogatives qui firent s'emporter les collègues muranais : ils le menaçaient de mort. En 1739, il obtint de la Sérénissime un droit très spécial : travailler le verre à Venise!
Sa fonderie à l'Anzolo Raffael ouvrit les feux en centre historique, dans les fondamente qui portent encore son nom. Il est peut-être le cas unique auquel une voie est dédiée à Murano et à Venise en même temps. Il produisit "deseri" et les lustres célèbres "ciocca", aujourd'hui appelés Ca' Rezzonico et devint fournisseur officiel du doge. 
Il parvint à imiter fleurs, fruits, ponts, jardins, animaux et illustrations à la perfection. La petite usine existait encore au début du XXe siècle. Il laissa à son île natale un hospice qui aujourd'hui existe encore.

Briati introduit l'industrie du verre sur l'île de Murano le 23 janvier 1737.

## Situation
Ce rio longe :
- le fondamenta Rosso sur son flanc est.

## Ponts

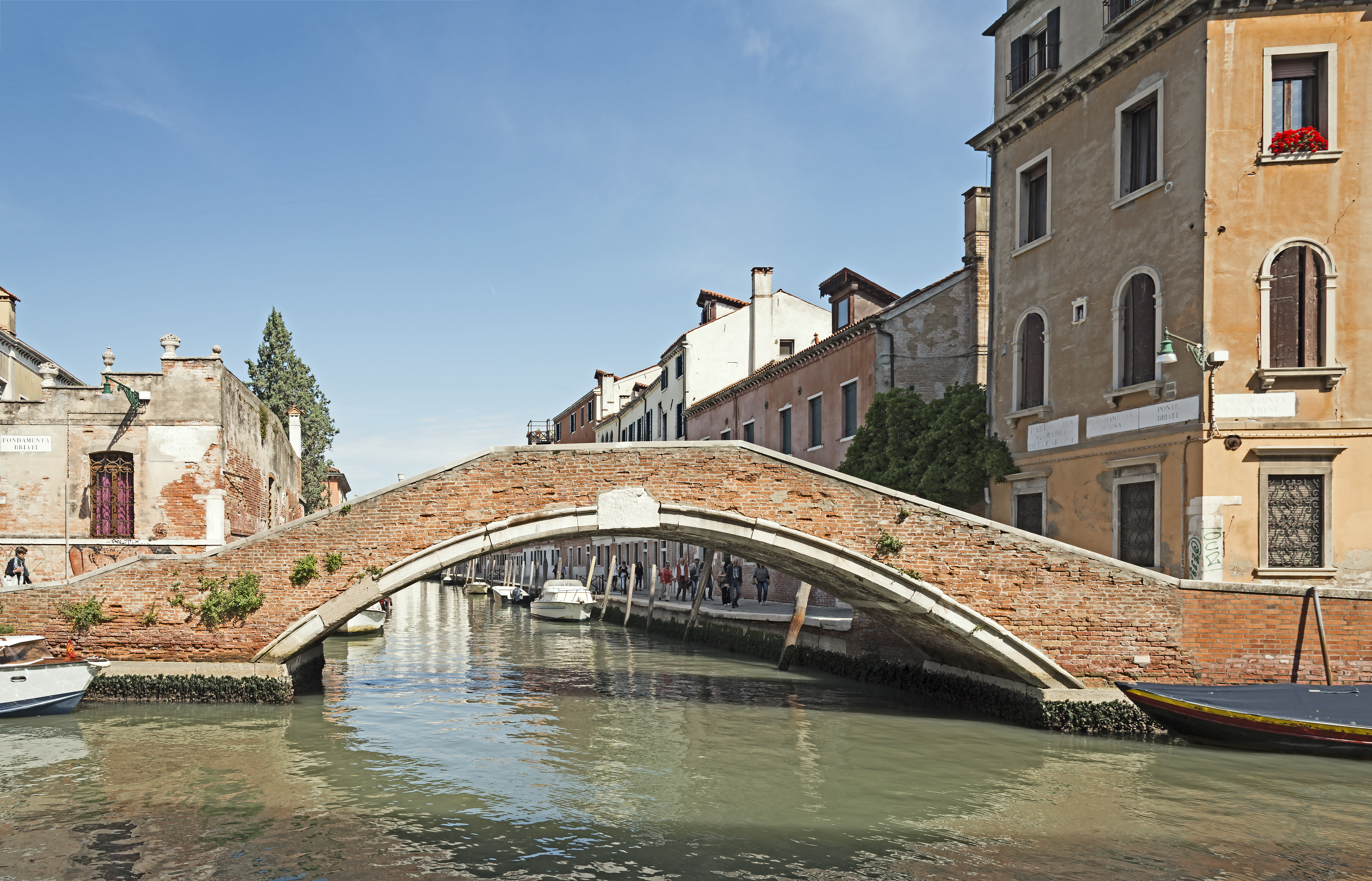
Le rio Briati débouche dans le rio dei Carmini sous le pont Briati

Ce rio est traversé par le Ponte Briati sur le fondamente Briati le long du rio dei Carmini. Ce pont s'appela jadis ponte dei Martini, d'après une famille habitant par ici et arriva à Venise au XIVe sièclepar la famille Lucchese; elle produisit divers chevaliers de Malte, dont Andrea Briati, inhumé en 1580 dans l'église Santa Croce de Giudecca.